# Manuel Galrinho Bento
Manuel Galrinho Bento (Golegã, 25 de Junho de 1948 — Barreiro, 1 de Março de 2007) foi um lendário guarda-redes de futebol português. É considerado o melhor guarda-redes português de sempre, numa escolha levada a cabo em 2015 pela equipa de correspondentes da UEFA - (União das Federações Europeias de Futebol). A UEFA decidiu olhar para a história do futebol do Velho Continente e destacar os melhores guarda-redes de cada uma das federações representadas pelo organismo e Bento foi o escolhido.
De pedreiro a rei. Assim foi a vida do popular Manuel Galrinho Bento. Começou por aprendiz de uma arte que o poderia remir à pobreza. Desenvolveu outra arte que boleia lhe deu para o galarim dos famosos. Da primeira não consta que sublinhasse a diferença. Da segunda, a de guarda-redes, nela imperou, com o estatuto de intocável.
Foi o pai do famoso «Grupo do Barreiro».  
Ainda hoje, de lés a lés, neste imenso Portugal, os benfiquistas falam do «grupo do Barreiro». E falam com saudade. É que o «grupo do Barreiro» foi, durante muito anos, a força da alma benfiquista, a força de uma equipa que ganhava títulos e fazia do futebol uma demonstração de arte de bem jogar. Manuel Galrinho Bento assumia-se, naturalmente, como o pai carismático do grupo. E era mesmo como um pai que Diamantino, Chalana, José Luís, Jorge Silva e companhia o viam. Por isso, Bento acordava às cinco da manhã, agarrava no volante da sua carrinha da venda do peixe - "com as caixas de peixe lá atrás" , e depois ia buscar um a um, calcorreando o Barreiro e arredores, para depois chegarem ao Estádio da Luz a horas do treino. No regresso era a mesma coisa. E foi assim, anos a fio, com o «grupo do Barreiro» a conhecer mudanças e a crescer. Que o digam, já na década de 80, Oliveira, Carlos Manuel, Araújo, Frederico, Nunes, Jorge Martins... 
Quem o viu defender dizia que às vezes parecia ser um guarda-redes de elástico, esticava-se para bolas impossíveis no chão, como também saltava como um gato para tocar uma bola que os adeptos já cantavam golo. Manuel Bento marcou uma era no futebol, e criou uma escola de defender. Arrojado, dotado de excelentes reflexos e possuidor de um sentido posicional invulgar, Bento primava pela sua acção entre os postes e fora destes. Era rápido a pensar e a agir, em voo, em mergulho ou a sair a pontapé. Ficou também famoso pelo arremesso da bola à mão para o meio campo, proporcionando rápidos contra-ataques à equipa.
Era, também, para além de bom defensor de grandes penalidades, um bom executante deste castigo, característica que lhe permitiu evidenciar-se ao marcá-las durante jogos e eliminatórias. Carismático, irascível, mas com bom coração, o guarda-redes benfiquista fez história nas redes portuguesas, europeias e mundiais.

## Carreira

### Inicio e Benfica
Bento iniciou a sua carreira futebolística no Clube Atlético Riachense, sendo transferido para o FC Barreirense e depois para o Benfica no ano de 1972. Manuel Bento e o Benfica foram um caso de amor. Primeiro, os adeptos encarnados apaixonaram-se pelo pequeno guarda-redes do Barreirense que vergou o Sporting em Alvalade, fazendo o título pender para os lados da Luz, em 1970/71. Em 1972 ingressa no Benfica, encontra também António Fidalgo e inicialmente foi o substituto de José Henrique.  Entre 1973 e 1976, Bento e Henrique alternaram na baliza, passando Bento a indiscutível titular em 1976, quando tinha 28 anos. Nesse mesmo ano, passou a defender as cores nacionais, nas qualificações para o Campeonato do Mundo de 1978. No primeiro jogo de Bento, Portugal perdeu no Porto, 0-2 contra a Polónia. Bento foi o guarda-redes nacional até 1986.
Em 1977, a 28 de Setembro, numa eliminatória para a Taça dos campeões Europeus, no gelo de Moscovo, o Benfica resistiu aos “Torpedos” e aguentou o 0-0 até ao final do prolongamento. Na marcação das grandes penalidades, Torpedo, 1 – Benfica, 4. Manuel Bento, que havia feito uma exibição portentosa durante os 120 minutos, defendeu 2 penalties e marcou o 4º e decisivo golo. Sobre esse mítico jogo, Bento disse:
- "Nesse jogo lá, aguentámos o 0-0 e vieram os penaltis. Eu já os marcava em torneios e o Mortimore apostou em mim para marcar um dos cinco. Defendi os dois primeiros, estávamos à vontade, e fui marcar o meu, que foi o decisivo e com muita confiança. O meu colega do Torpedo ainda tentou arranjar confusão com o árbitro, porque entendia que o guarda-redes não podia marcar, mas eu e o Fidalgo fomos lá falar com o árbitro e ele acedeu. E marquei mesmo!"
No dia seguinte, o “Primeiro de Janeiro” titulava: “S. Bento da Porta Fechada que nem os Penalties Conseguiram Abrir!” Consolidava-se aí a sua lenda. A 3 de Março de 1983, foi o gigante da cidade eterna, na vitória sobre a Roma por 2-1 no Estádio Olímpico; ou o defende-penalties das Antas em 1982/1983, ao parar uma grande penalidade do bibota Fernando Gomes que valeu o título ao Benfica. 

## Seleção
Bento é recordado pelas suas defesas acrobáticas, sangue-frio e temeridade. “Homem de borracha”, chamaram-lhe os jornalistas britânicos, após um empate a zero com a Escócia, em Glasgow, e entre muitos, outro grande jogo foi nas meias-finais do Campeonato Europeu de Futebol de 1984, contra a França, que Portugal perdeu por 2-3. Dois anos mais tarde, Bento e a equipa das Quinas haveriam de estar no Mundial do México, mas não sem antes ter de passar por uma prova de fogo frente à R.F.A. num jogo disputado em Estugarda onde Bento e Carlos Manuel foram os heróis. Foi incrível como o Guarda-redes português conseguiu manter a baliza lusa inviolada durante os 90 minutos de massacre Germânico, que antes, nunca tinham perdido em casa para um apuramento.
No Campeonato do Mundo de 1986, no México, Bento foi mesmo o porta-voz dos jogadores amotinados aquando do Caso Saltillo. Bento jogaria apenas o primeiro jogo no México, na única vitória (por 1-0) sobre a Inglaterra. Num treino desse Campeonato do Mundo, partiu uma perna e esteve sem jogar quase toda a época seguinte. A partir de então, e a partir de 87/88, já com 39/40 anos de idade, passou a ser guarda-redes suplente do Benfica, até ao fim da sua carreira, em 1991/92.
Bento tem o impressionante registo de 611 jogos pelo Benfica, nos quais sofreu 447 golos.
Depois de terminar a carreira de jogador, foi treinador de guarda-redes do SL Benfica. Tentou ainda a carreira de treinador principal no Leça, na União de Coimbra e no Amora, mas regressou à Luz onde trabalhava na formação das camadas jovens do clube. Numa entrevista  a um jornal local do Barreiro, onde vivia, Bento confessou um dos seus segredos: Dentro das balizas que defendia colocava um par de luvas suplentes onde guardava o seu amuleto: um pedaço do corno esquerdo de uma vaca.
Na baliza, Bento parecia uma aranha (já assim o chamavam quando Bento teve o privilégio de substituir o Aranha Negra, o eterno Lev Yashin, num misto mundial a 8 de Dezembro de 1970). Bento deslumbrou a Luz, e as juras de amor foram um ror delas. Gladiador a sair da pequena área, feroz e pronto para tudo. Combatia por cada bola com um mártir e conseguia a bênção dos deuses. Fosse Bettega, Tardelli, Boniek, Gemmil, Zico, Maradona, Falcão, Graziani, Lineker, Rummenigue, Six, Platini ou Giresse a aparecer-lhe à frente, o mais certo era a bola sair pela linha de fundo, sem destino e perdida, ou acabar junto ao seu corpo perto de uma cicatriz ainda fresca.
Já com idade para ser avô, Manuel Bento despediu-se. Mas para sempre ficará património do Sport Lisboa e Benfica, do futebol português e mundial.

## Honras e vida fora dos relvados
A Golegã, localidade ribatejana onde nasceu, deu o seu nome ao estádio municipal.
Na lista de melhores guarda-redes da Europa, no site oficial da UEFA pode ler-se: “O falecido Manuel Bento era um guarda-redes atípico. Com apenas 1,73 metros de altura, o n.º1 nascido na Golegã compensava isso com reflexos soberbos, muita frieza e atitude destemida. Apelidado de “Homem de Borracha” pela sua agilidade, representou Portugal por 63 vezes. Manteve-se ao serviço do Benfica até bem para lá dos 40 anos e pendurou oficialmente as luvas em 1992, após ganhar dez campeonatos pelas ‘águias’.”

## Falecimento
Morreu e ganhou a imortalidade no dia 1 de Março de 2007, o dia seguinte à comemoração, no Casino Estoril, do 103º aniversário do Sport Lisboa e Benfica, no qual esteve presente. Tinha 58 anos, e foi vítima de um enfarte fulminante.

## Palmarés
- Campeonato português de futebol (10) - 1972/1973, 1974/1975, 1975/1976, 1976/1977, 1980/1981, 1982/1983, 1983/1984, 1986/1987, 1988/1989, 1990/1991
- Taça de Portugal (6) - 1979/1980, 1980/1981, 1982/1983, 1984/1985, 1985/1986, 1986/1987
- Supertaça Cândido de Oliveira (3) - 1979/1980, 1984/1985, 1988/1989
- Vice-Campeão da Taça Uefa /Liga Europa - 1982/1983
- Semi-Finalista do Campeonato da Europa em 1984 - Euro 84
- Presença no Campeonato do Mundo de Futebol - México 86
- Vice-Campeão da Taça dos Campeões Europeus /Champions League - 1987/1988
- Vice-Campeão da Taça dos Campeões Europeus /Champions League - 1989/1990
- Futebolista Português do Ano (1) - 1977
- Recorde europeu de maior número de jogos sem derrotas (56), entre 1976/77 e 1978/79
- Eleito pela UEFA em 2015, o melhor guarda-redes de sempre da história do futebol português.